# Jacques Lecoq
Jacques Lecoq (Paris, 15 de dezembro de 1954 - 19 de janeiro de 1999), foi mais conhecido por seu ensino do teatro do movimento. Fundou a Ecole internationale de théâtre Jacques Lecoq em 1956, em Paris, por onde já passaram alunos e alunas de mais de 80 países.
Jacques Lecoq iniciou sua formação na educação física e esporte se aproximando do teatro, sendo seu ensino marcado por isso e um dos mais importantes nomes do teatro gestual (teatro físico).

## Vida
Quando adolescente, Lecoq participou de muitos esportes, como pista, natação e ginástica. Lecoq foi particularmente atraído pela ginástica. Começou a aprender ginástica aos dezessete anos e, através do trabalho nas barras paralelas e horizontais, passou a ver e entender a geometria do movimento. Lecoq descreveu o movimento do corpo através do espaço, conforme exigido pela ginástica, como puramente abstrato. Ele passou a entender os ritmos do atletismo como uma espécie de poesia física que o afetava fortemente. Após muitas de suas sessões de exercícios, Lecoq achou importante relembrar seu período de exercícios e as várias rotinas que ele havia realizado e achava que isso melhorava sua mente e suas emoções.
A formação em educação física de Jacques Lecoq ocorreu durante a Segunda Guerra, quando a França esteve ocupada pelo exército alemão. A educação física ganhou muita importância nos contextos escolares e em centros juvenis criados para formar e ocupar os jovens durante a guerra. Segundo Patrick Lecoq (2016), Jacques Lecoq realizou um curso de formação como monitor de educação física pelo Método Natural de Georges Hébert, na Escola de Polo de Bagatelle, e um curso de formação na Federação de Natação. Em julho de 1943, realizou um curso de alpinismo pela Escola de Bagatelle. No início de 1944, teve formação em Massagem Higiênica e Esportiva pela Escola Francesa de Ortopedia e Massagem. Neste contexto, Lecoq se tornou amigo do escritor Gabriel Cousin.
Durante sua formação em educação física, conheceu Jean-Marie Conty, ex-jogador de basquete de calibre internacional, que teve função importante na formação de monitores de educação física durante a II Guerra. Amigo de Antonin Artaud e Jean-Louis Barrault, Conty tinha interesse no teatro e criou oportunidades de experiências teatrais aos estudantes. Após a guerra, Conty fundou uma escola de formação teatral chamada Education par le Jeu Dramatique ("A educação pelo jogo dramático"), na qual vários ex-alunos de Charles Dullin foram professores e ensinaram a partir de seus princípios teatrais.
Lecoq iniciou profissionalmente no teatro como ator ao integrar o grupo Les Comediantes de Grenoble, sob direção de Jean Dasté e Marie-Hélène [Copeau] Dasté, por meio de quem Lecoq recebe as influências teatrais de Jacques Copeau, notadamente o trabalho com a máscara neutra (chamada até então como máscara nobre) e a expressividade do gesto.
Por oito anos morou e trabalhou na Itália como professor e ator, tomando conhecimento da Commedia dell'arte e desenvolvendo com o escultor Amleto Sartori as máscaras neutras e expressivas de couro. Durante esse período estabeleceu grande amizade com Dario Fo.
Em 1956, Lecoq iniciou em Paris um curso que deu origem a École internationale do teatro Jacques Lecoq. Em 1976, a escola foi instalada no edifício Le Central, um antigo centro de boxe, na Rue du Faubourg-Saint-Denis. Em 2023, a escola foi transferida para a cidade de Avignon.
Jacques Lecoq também foi professor na formação de arquitetos, de 1969 a 1987, junto à Escola Nacional Superior das Belas Artes de Paris, na Unidade Pedagógica de Arquitetura nº 6, atualmente Escola Nacional Superior de Arquitetura de Paris La Villette. Este trabalho deu origem ao projeto autônomo do Laboratório de Estudo do Movimento (LEM), ligado à Escola Internacional de Teatro Jacques Lecoq, fundado em 1976.

## O ensino e formação
A Ecole internationale de théâtre Jacques Lecoq fornece um curso profissional voltado à atuação física com duração de dois anos, cuja base pretende ser ampla para a formação de atores e atrizes mas também para preparar todos os artistas teatrais: autores, encenadores, cenógrafos. Cada turma reúne pessoas de diversos países. Também propicia estágio pedagógico destinado a profissionais com experiência na pedagogia de Jacques Lecoq e que desejam revisitá-la para fins educacionais.
Oferece também cursos introdutórios dirigidos a jovens que não têm experiência suficiente para aceder ao curso profissional. Realiza também cursos curtos (cerca de uma semana) sobre temas específicos da pedagogia lecoquiana. Associado à escola, o LEM (Laboratório de Estudos do Movimento) é referido como um departamento de criatividade e cenografia experimental envolvendo a pedagogia corporal com elementos plásticos de artes visuais, arquitetura e design.
Todas os cursos, na tradição de Jacques Lecoq, se caracterizam como experiência prática, aprendendo fazendo, sem transmissão escrita de conhecimento.
Diversas escolas no mundo empregam a pedagogia lecoquiana, algumas seguindo o mesmo programa e formato do ensino, outras escolas, professores e companhias desenvolvendo aspectos de maneiras diversas.
Lecoq visava preparar atores de maneiras que os encorajassem a investigar formas de atuação que melhor lhes convinham. Seu treinamento teve como objetivo alimentar a criatividade do artista, em vez de fornecer a ele um conjunto de habilidades codificadas. Como os alunos ficaram na escola de Lecoq por mais tempo, ele conseguiu isso ensinando no estilo de via negativa, ou de maneira negativa. Essa estratégia de ensino consiste basicamente em focar apenas suas críticas nos aspectos mais pobres ou inaceitáveis do desempenho de um aluno. Lecoq acreditava que isso permitiria aos alunos descobrir por si mesmos como tornar suas performances mais aceitáveis. Lecoq nunca quis dizer a um aluno como fazer algo "certo". Ele acreditava que deveria fazer parte do ator própria experiência. O objetivo era incentivar o aluno a continuar tentando novos caminhos de expressão criativa. Muitos atores procuraram o treinamento de Lecoq inicialmente porque o mesmo fornecia métodos para pessoas que desejavam criar seu próprio trabalho e não queriam apenas trabalhar com o texto de um dramaturgo.
Seu treinamento envolveu ênfase nas máscaras, começando pela máscara neutra. Não existe um modelo morfológico único da máscara neutra, muito embora a máscara em couro produzida pelo escultuor italiano Amleto Sartori tenha se difundido significativamente a partir das práticas de Lecoq. A origem da máscara neutra é a máscara nobre como desenvolvida por Jacques Copeau Essa máscara tem finalidade pedagógica cujo objetivo é ajudar na conscientização da expressão do movimento, identificando maneirismos físicos e limpando (neutralizando) a movimentação corporal, jogando com o espaço e despertando a um estado de disponibilidade.
Uma vez que os alunos de Lecoq se sentissem confortáveis com as máscaras neutras, ele passava a trabalhar com elas com máscaras larvais, máscaras expressivas, máscaras utilitárias, meias máscaras, trabalhando gradualmente para a menor máscara de seu repertório: o nariz vermelho do palhaço.
A máscara larval foi usada como uma ferramenta didática para os alunos de Lecoq escaparem dos limites do realismo e injetarem imaginação livre na performance. A máscara é essencialmente uma ardósia em branco, com forma amorfa, sem caracterizações específicas necessariamente implícitas.
As máscaras expressivas são basicamente máscaras de caráter que estão representando um caráter muito particular com uma emoção ou reação específica. A máscara é automaticamente associada ao conflito. A última máscara da série é o nariz de palhaço vermelho, que é o último passo no processo do aluno. Como esse nariz age como uma pequena máscara neutra, essa etapa é frequentemente a mais desafiadora e pessoal para os atores. Lecoq acreditava que todas as pessoas desenvolveriam seu próprio palhaço pessoal nessa etapa. Ele acreditava que estudar o palhaço é estudar a si mesmo, portanto não há dois eus iguais. Três das principais habilidades que ele incentivou em seus alunos foram le jeu (brincadeira), cumplicidade (união) e disponibilité (abertura). O conceito francês de "eficácia", sugerindo ao mesmo tempo eficiência e efetividade do movimento, foi enfatizado por Lecoq.
Lecoq via o movimento como uma espécie de arte zen de fazer movimentos simples, diretos e mínimos que, no entanto, apresentavam profundidade comunicativa significativa. Lecoq enfatiza que seus alunos devem respeitar a forma antiga e tradicional da commedia dell'arte. Mas Lecoq não era um período purista. Ele acreditava que a commedia era uma ferramenta para combinar movimento físico com expressão vocal. Ele enfatizou a importância de encontrar a voz mais adequada para a máscara de cada ator e acreditava que havia espaço para reinvenção e atuação em relação às convenções tradicionais da commedia dell'arte.
Em parceria com o arquiteto Krikor Belekian, também criou o LEM (Laboratório do Estudo do Movimento) em 1976. Este laboratório é um departamento autônomo da escola voltado à criatividade e à cenografia experimental que explora relações com arquitetura, design, artes visuais e suas relações com o movimento e o espaço.
Lecoq escreveu sobre a arte e a filosofia da mímica e da imitação. Nele, ele rastreia o comportamento semelhante à mímica aos estágios de desenvolvimento da primeira infância, afirmando que o mimetismo é um processo comportamental vital no qual os indivíduos passam a conhecer e compreender o mundo ao seu redor. Lecoq também escreveu sobre o assunto do gesto especificamente e sua relação filosófica com o significado, vendo a arte do gesto como um sistema lingüístico de tipos em si mesmo. O Lecoq classifica os gestos em três grupos principais: gestos de ação, expressão e demonstração.
Em 1999, os cineastas Jean-Noël Roy e Jean-Gabriel Carasso lançaram Les Deux Voyages de Jacques Lecoq, um filme que documenta dois anos de treinamento na École internationale do teatro Jacques Lecoq. O documentário inclui imagens de Lecoq trabalhando com alunos de sua escola de teatro de Paris, além de inúmeras entrevistas com alguns de seus ex-alunos mais conhecidos.

## Publicações sobre Jacques Lecoq no Brasil
De Jacques Lecoq, no Brasil, O corpo poético: uma pedagogia da criação teatral (SENAC/SESC SP) teve publicação em 2010 e uma segunda edição com a atualização e ajustes na tradução de termos importantes de sua pedagogia, em 2021. Os ajustes na tradução da segunda edição, realizados por Cláudia Müller Sachs, se direcionam em especial aos verbos “mimer” e “ jouer”, inicialmente traduzidos por “fazer mímica” e “interpretar”, respectivamente, sendo agora: “mimar” e “jogar”.
Este livro é a principal sistematização da pedagogia desenvolvida por Jacques Lecoq. O livro surgiu de uma série de entrevistas de Lecoq a Jean-Gabriel Carasso e a Jean-Claude Lallias. O material coletado foi estruturado juntamente com Lecoq e publicado na França em 1997. A seguir, foi traduzido para diferentes idiomas e publicado em 14 países. Ainda em 1997 o livro foi editado na Holanda; em 2000, recebeu três traduções e publicações: na Alemanha, na Itália e na Inglaterra; em 2001, no Chile e nos Estados Unidos; em 2003, na Espanha; em 2005, em Taiwan. Recebeu ainda traduções na Romênia, em 2009; no Brasil, em 2010; na Polônia, em 2011; na Turquia, em 2015; e na Coreia, 2017.
Diversos artigos e teses de pesquisadores brasileiros tem sido publicados nos últimos anos.

## Alunos notáveis
- Jeffery Mark Bracco, diretor e professor da Universidade de Santa Clara
- Annabel Arden, atriz
- René Bazinet, ator, mímico e palhaço criador do Cirque du Soleil
- Steven Berkoff, diretor de teatro, ator e escritor
- Malachi Bogdanov, diretor de teatro e escritor
- Luc Bondy, diretor de teatro e ópera
- Peter Bramley, ator, professor, diretor de teatro, fundador de Pants on Fire
- Jeffery Mark Branco (diretor)
- Andres Bossard e Bernie Schürch, co-fundadores da trupe de mímica Mummenschanz
- Chris Channing, artista, designer e produtor de teatro
- Avner Eisenberg - intérprete, professor
- Isla Fisher, atriz
- Sacha Baron Cohen, ator, comediante
- Oliver Foot e Andrew Simon, co-fundadores do Footsbarn Theatre
- Philippe Gaulier, professor, ator, pedagogo
- Toby Jones, ator
- Beejan Land, ator
- Simon McBurney, ator, diretor e diretor artístico fundador do Théâtre de Complicité
- Gates McFadden, atriz, coreógrafo
- Glenys McQueen-Fuentes, palhaço, artista, professor, diretor
- Ariane Mnouchkine, diretora de teatro e fundadora do Théâtre du Soleil
- Yasmina Reza, dramaturga e diretora
- Geoffrey Rush, ator
- Julie Taymor, diretora, designer e coreógrafa

## Alunos brasileiros
- Lygia Callage
- Taís B. L. de Vasconcellos
- José Ronaldo Faleiro
- Márcio Lima Machado
- José Silveira Filho
- Maria Stella Miranda
- Mário Borges
- João de Lima Estevez
- Maria Helena Lopes
- Francesco Zigrino
- Clarissa Malheiros
- Ricardo Napoleão
- Valmir Jagmin
- Marco Motta
- Dácio Oliveira Lima
- Inês Alcaraz Marocco
- Walter Lima Torres Neto
- Cláudia Müller Sachs
- Ismael Scheffler
- Nereu Afonso da Silva
- Cristiane Esteves Zuan
- Nilson Franco Domingues Junior
- Gabriel Hirschhorn
- Marcio Machado
- Pedro Pires

Segundo a pesquisa de Pedro Ramos Ilgendritz da Silva (2023), entre 1965 e 2022, 98 brasileiros estudaram na Escola de Lecoq, seja no primeiro e segundo ano do curso de formação de atores, nos cursos curtos curtos ou no LEM.

## Escolas de formação que seguem a pedagogia de Jacques Lecoq
- École Internationale de Théâtre Jacques Lecoq - Paris
- LISPA - Escola Internacional de Artes Cênicas de Londres
- A Escola Commedia - Copenhague (Dinamarca)
- Escola LASSAAD: Escola Internacional do Teatro - Bruxelas
- École Philippe Gaulier - Paris
- Centro de treinamento e criação em teatro físico MOVEO
- Escola Internacional de Teatro Físico Dell'Arte - Lago Azul (EUA)
- Atelier Teatro Fisico Philip Radice - Turim (Itália)
- HELIKOS Scuola Internazionale de Creazione Teatrale - Florença (Itália)
- Escola de Ferro Gusa para Treinamento Avançado em Desempenho - Filadélfia (EUA)
- Escola Internacional de Criação Teatral e Movimentação de Cabuia
- A Escola de Criadores de Teatro - Chicago (EUA)
- A Escola Commedia - Copenhague (Dinamarca)
- Escola Norueguesa de Teatro Físico - Verdal (Noruega)
- Centro de Pesquisa da Máscara - São Paulo (Brasil)
- Atelier Mask Movement Theatre (Itália)

## Publicações
- LECOQ, Jacques. Le théâtre du geste: mimes et acteurs. Paris: Ed. Bordas, 1987.
- LECOQ, Jacques. Le corps poétique: un enseigment de la créacion théâtrale. Paris: Actes Sud-Papiers/ANRT, 1997.
- FREIXE, Guy. Les utopies du masque sur les scènes européennes du XXe. siècle. Montpellier: L’Entretemps, 2010.
- FREIXE, Guy. La filiation Copeau-Lecoq-Mnouchkine: une lignée théâtrale du jeu de l’acteur. Lavérune: L’Entretemps, 2014.
- LECOQ, Patrick. Jacques Lecoq, un point fixe en mouvement. Paris: Actes Sud-Papiers, 2016.
- EVANS, Mark; KEMP, Rick. The Routledge Companion to Jacques Lecoq. London; New York: Routledge, 2016.
- CHAMBERLAIN, Franc; YARROW, Ralph (Orgs.). Jacques Lecoq and the British Theatre. London; New York: Routledge, 2002.
- FELNER, Mira. Apostles of Silence. The Modern French Mime. New York: Fairleigh Dickinson University Press, 1984.
- LECOQ, Jacques. O corpo poético: uma pedagogia da criação teatral. 2. ed. São Paulo: Sesc, 2021.
- ALBERTI, Carmelo; PIIZZI, Paola (Orgs.). Museu Nacional da Máscara: A arte mágica de Amleto Sartori e Donato Sartori. São Paulo: É Realizações, 2013.

## Dissertações e Teses
SACHS, Cláudia Müller. A metodologia de Jacques Lecoq: estudo conceitual. 2004. 161 f. Dissertação (Mestrado em Teatro). Programa de Pós-Graduação em Teatro. Universidade do Estado de Santa Catarina, Florianópolis, 2004.
SACHS, Cláudia Müller. A imaginação é um músculo: a contribuição de Lecoq para o trabalho do ator. 2013. 224 f. Tese (Doutorado em Teatro) – Universidade do Estado de Santa Catarina, Programa de Pós-Graduação em Teatro, 2013.
SCHEFFLER, Ismael. O Laboratório de Estudo do Movimento e o percurso de formação de Jacques Lecoq. 2013. 591 f. Tese (Doutorado em Teatro) – Universidade do Estado de Santa Catarina, Programa de Pós-Graduação em Teatro, 2013.
SILVA, Pedro Ramos Ilgendritz da. A Voyage of Conservation, Disruption and Extension: Tracing the Genealogy of Jacques Lecoq's Theatre Pedagogy in Aotearoa New Zealand. University of Auckland, 2023.